# Turrón

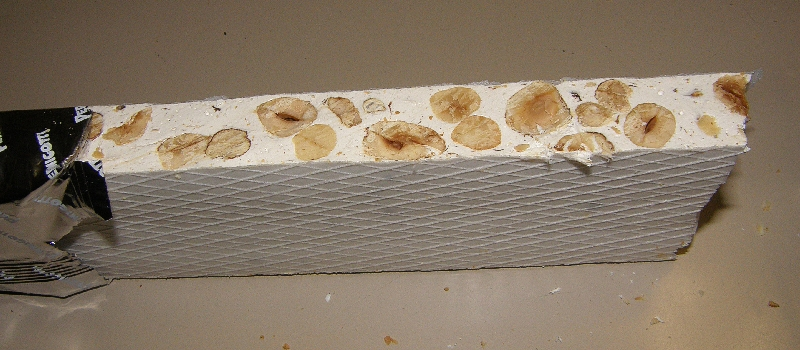
Turrón de Alicante (spanska) eller torró d'Alacant (katalanska), en hård spansk turrón.

Turrón (italienska: torrone; katalanska: torró) är en traditionell nougat som äts kring jul. Den är vanlig i Spanien och vissa andra spansk- och katalansktalande delar av världen (inklusive i Peru) samt i Italien. Det finns olika varianter, från mjuk till hård, och med olika smaksättningar.